# مارك كورك
مارك كورك (بالإنجليزية: Mark Crook)‏ (29 يونيو 1903 في المملكة المتحدة - 1977) هو لاعب كرة قدم بريطاني (وحمل سابقاً جنسية المملكة المتحدة لبريطانيا العظمى وأيرلندا) في مركز الهجوم. لعب مع سويندون تاون ونادي بلاكبول ونادي لوتون تاون ووولفرهامبتون واندررز.